# Hans Peter Myrup
Hans Peter Myrup (24. marts 1924, Thisted - 6. juni 2011, Risskov) var en dansk økonom og professor i offentlig driftsøkonomi fra 1974-1994, og prorektor på Aarhus Universitet.
Han efterlod sig fire børn med 2 forskellige mødre.
Han var slået til Ridder af Dannebrog. 
Deltog fra efteråret 1944 til krigens slutning i en illegal gruppe, der beskæftigede sig med nedrivningsopgaver og slutteligt ved kapitulationen med bevogtningsopgaver.[kilde mangler]